# Giacomo Radini-Tedeschi
Giacomo Maria Radini-Tedeschi (* 12 de julio de 1857, Piacenza - † 22 de agosto de 1914, Bérgamo) fue obispo de la Diócesis de Bérgamo a principios del siglo XX, y destaca por su participación en torno a cuestiones sociales.

## Primeros años y estudios
Radini-Tedeschi nació en Piacenza el 12 de julio de 1857, hijo de una rica y noble familia. Ordenado sacerdote en 1879, se convirtió en profesor de derecho canónico en el seminario diocesano de Piacenza. En 1890 comenzó a trabajar en la Secretaría de Estado de la Santa Sede, participando de varias misiones diplomáticas. Desde 1883 era parte de la Opera dei Congressi.
En 1891 se le encomendó llevar la birreta cardenalicia a tres nuevos cardenales: a Anton Josef Gruscha en el Imperio austriaco, y a Victor-Lucien-Sulpice Lécot y a Joseph-Christian-Ernest Bourret a Francia. Este último viaje buscaba el raillement (alineación) de la Tercera República Francesa por el Papa León XIII. Radini-Tedeschi era acompañado por Achille Ratti, con el que, en la década de 1870, había asistido al Pontificio Seminario Lombardo de Roma.

## Obispo de Bérgamo
Luego de la disolución del Opera dei Congressi, continuó trabajando en la Secretaría de Estado y dictó clases de sociología en el Pontificio Colegio Leoniano de Roma. El 5 de enero de 1905 fue ordenado obispo de Bérgamo por el Papa Pío X y consagrado por éste en la Capilla Sixtina el 29 de enero. Durante su episcopado en Bérgamo, tuvo como secretario personal a un joven sacerdote llamado Angelo Giuseppe Roncalli, quien más tarde se convertiría en Papa.
Fue gran partidario de los sindicatos católicos. En el otoño de 1909 apoyó a los trabajadores de una fábrica textil en Ranica durante sus disputas laborales, que buscaban reducción de las horas laborales a once por día, seis días a la semana.  Por ello sería acusado de modernismo y liberalismo, aunque los cargos fueron retirados posteriormente.
Mientras comenzaba a desarrollarse la Primera Guerra Mundial, Radini-Tedeschi cayó enfermo de cáncer y falleció. Sus últimas palabras fueron dirigidas a su secretario: Angelo, reza por la paz. Fue enterrado en la Catedral de Bérgamo. Para el futuro Juan XXIII, el obispo Radini-Tedeschi se convirtió en un maestro que jamás olvidó y un modelo a seguir en su pontificado.